# Rivian R1T
Rivian R1T — повністю електричний легкий пікап з акумуляторним живленням, вироблений американською компанією Rivian.

## Опис

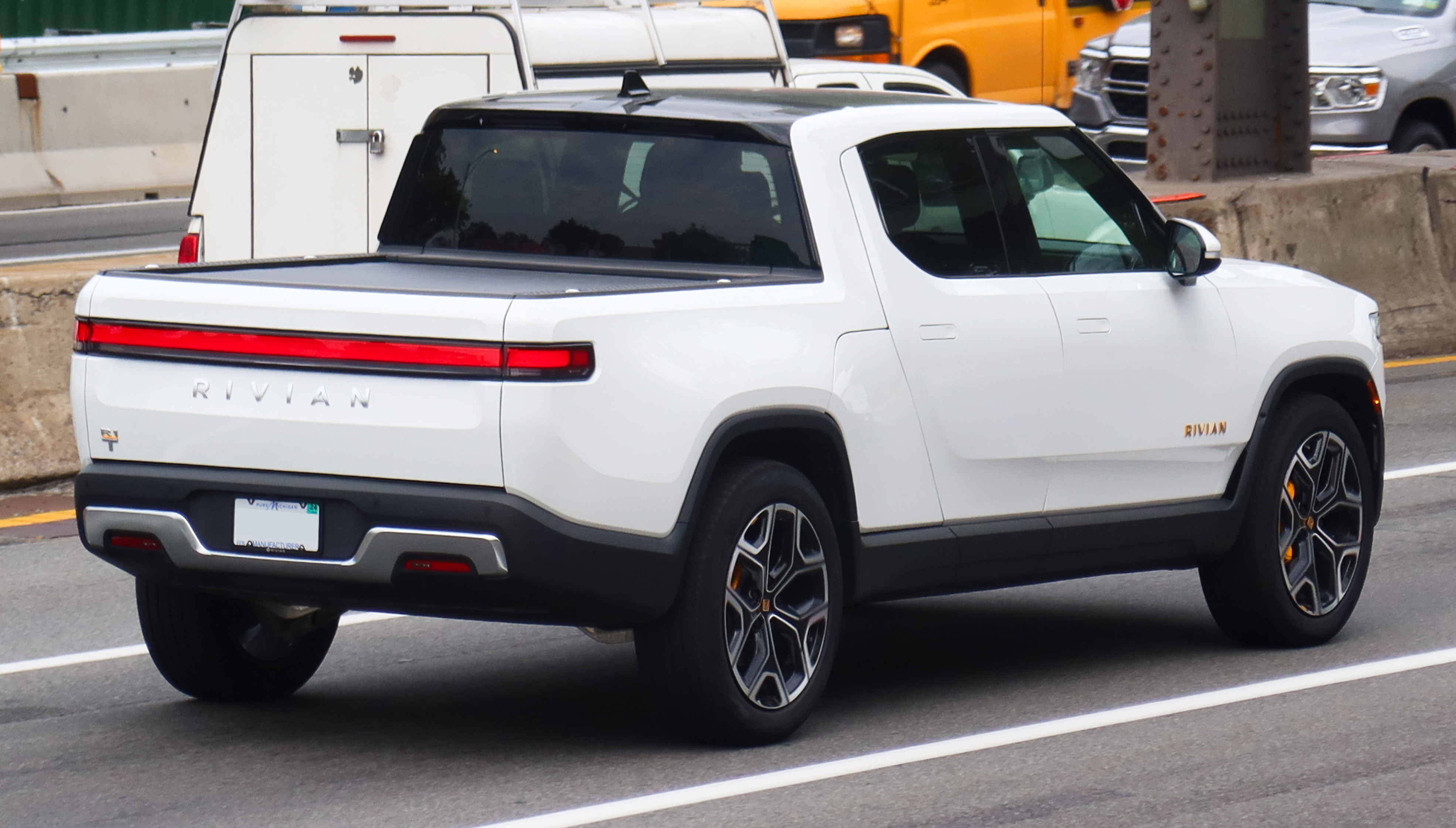

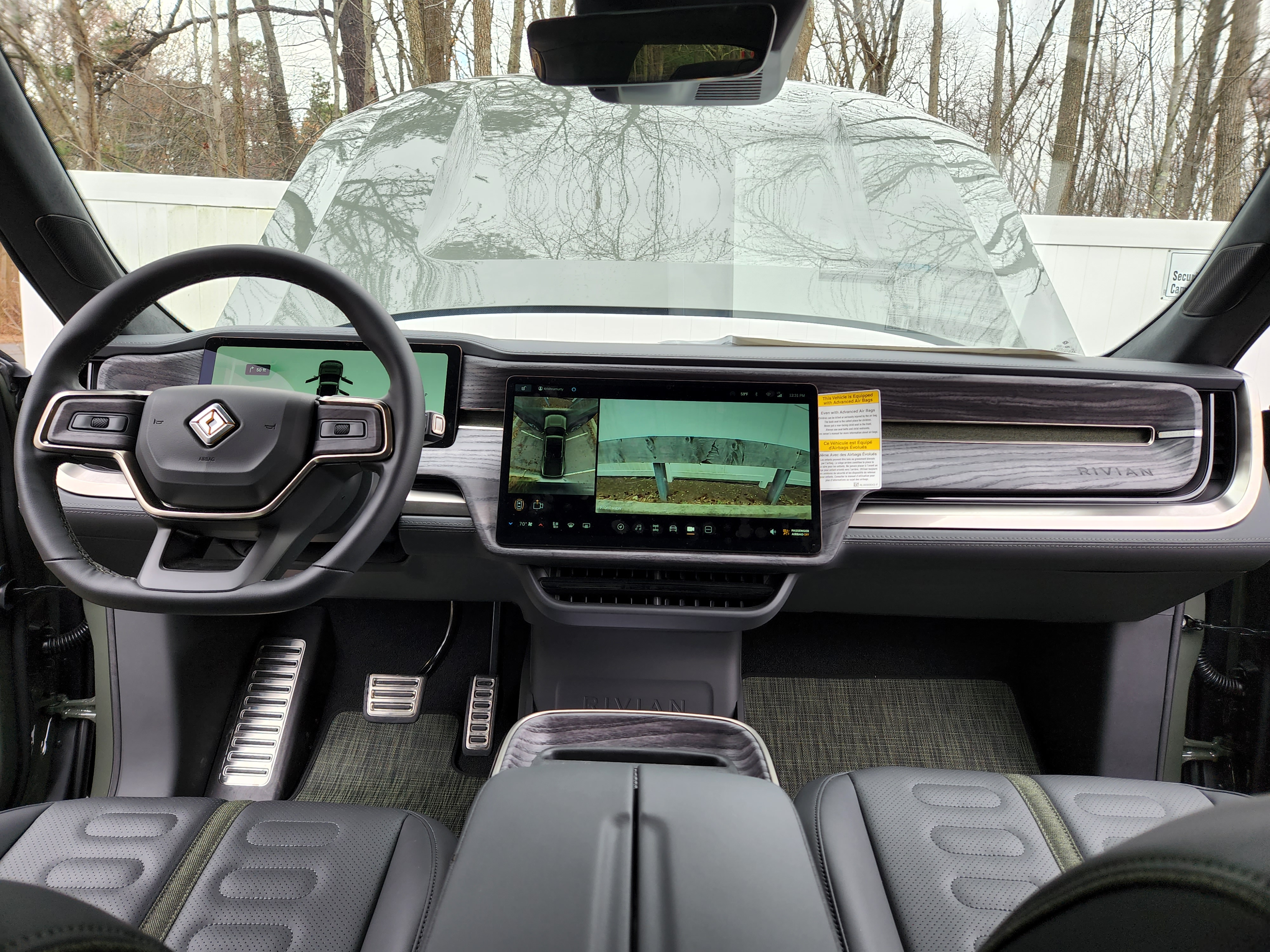

Перший серійний R1T зійшов з конвеєра в Іллінойсі і був доставлений замовнику у вересні 2021 року.
Офіційна дальність ходу за циклом EPA для Rivian R1T становить 505 км (314 миль).
Першим автомобілем стартапу Rivian, призначеним для масового виробництва, став пікап R1T з електроприводом, світова прем'єра якого відбулася в листопаді 2018 року під час автосалону в Лос-Анджелесі. Автомобіль поєднував 4-дверний салон з великим транспортним відсіком, який міг вмістити 5 пасажирів.
Автомобіль має футуристичний дизайн, який вирізняється поздовжніми світними смугами, що прикрашають передню і задню планки. Крім того, є дві овальні фари, розташовані вертикально спереду, виконані за світлодіодною технологією. На додаток до стандартних функцій освітлення автомобіля, світлові смуги спереду та ззаду також надають інформацію про стан заряду акумуляторів. За стилістичне оформлення електричного пікапа Rivian відповідав американський дизайнер Джефф Хамунд, який раніше отримав досвід роботи в команді дизайнерів тодішнього концерну FCA.
Пасажирський салон Riviana R1T має мінімалістичний дизайн, що поєднує пластикові матеріали з алюмінієвими та дерев’яними елементами. Панель приладів прикрашена двома екранами: перший з діагоналлю 12,3 дюйма створював цифрові годинники, а другий, розташований по центру з діагоналлю 15,6 дюйма, служив, серед іншого, центром управління мультимедійної системи.
Окрім транспортного відсіку, Rivian R1T також оснащений двома великими відділеннями для речей. Перший – це передня стійка, т. зв frunk, який може вмістити до 311 літрів багажу після підняття капота. Крім того, у просторі між спинками задніх сидінь і транспортним відділенням є місце для зберігання довгих речей, наприклад, лиж.

## Продаж
Після того, як початкове виробництво R1T мало стартувати наприкінці 2020 року, процес запуску зайняв загалом майже 3 роки. Після затримок із червня 2021 року через глобальний дефіцит напівпровідників виробництво R1T як першого серійного електричного пікапа розпочалося на заводі Normal у Іллінойсі 14 вересня 2021 року. Поставки перших примірників покупцям почалися в кінці жовтня. Rivian, незважаючи на плани дебютувати на європейському ринку в 2022 році, не включила пікап R1T в свій модельний ряд – там пропонується виключно позашляховик R1S.

## Технічні дані
Rivian R1T доступний у трьох варіантах приводу. Базовий варіант пропонує батарею ємністю 105 кВт-год і максимальним запасом ходу приблизно 370 кілометрів, проміжний з акумулятором ємністю 135 кВт-год і максимальним запасом ходу приблизно 505 кілометрів, а топовий з акумулятором ємністю 180 кВт-год, а максимальний запас ходу на одному заряді становить приблизно 643 кілометри. Кожен Rivian R1T оснащений чотирма електродвигунами. Топова версія дозволяє розігнатися до 100 км/год за 3,1 секунди, розігнавшись до максимальних 180 км/год.

## Модифікації
- Dual-Motor AWD (DM) 533 к.с. 560 Нм акумулятор 105 kWh
- Performance Dual-Motor AWD (PDM) 665 к.с. 1120 Нм акумулятор 135 kWh
- Quad-Motor AWD (QM) 835 к.с. 1120 Нм акумулятор 180 kWh

## Продажі в США
| Рік  | Всього |
| ---- | ------ |
| 2022 | 9,900  |
| 2023 | 19,410 |